# Marco Brito
Marco Brito (sinh ngày 4 tháng 8 năm 1977) là một cầu thủ bóng đá người Brasil.

## Sự nghiệp câu lạc bộ
Marco Brito đã từng chơi cho Yokohama F. Marinos.

## Thống kê câu lạc bộ

### J.League
| Đội                 | Năm       | J.League | J.League | J.League Cup | J.League Cup | Tổng cộng | Tổng cộng |
| Đội                 | Năm       | Trận     | Bàn      | Trận         | Bàn          | Trận      | Bàn       |
| ------------------- | --------- | -------- | -------- | ------------ | ------------ | --------- | --------- |
| Yokohama F. Marinos | 2001      | 10       | 8        | 5            | 2            | 15        | 10        |
| Tổng cộng           | Tổng cộng | 10       | 8        | 5            | 2            | 15        | 10        |